# Dendrobium punbatuense
Dendrobium punbatuense är en orkidéart som beskrevs av Jeffrey James Wood. Dendrobium punbatuense ingår i släktet Dendrobium, och familjen orkidéer. Inga underarter finns listade i Catalogue of Life.